# Sapan

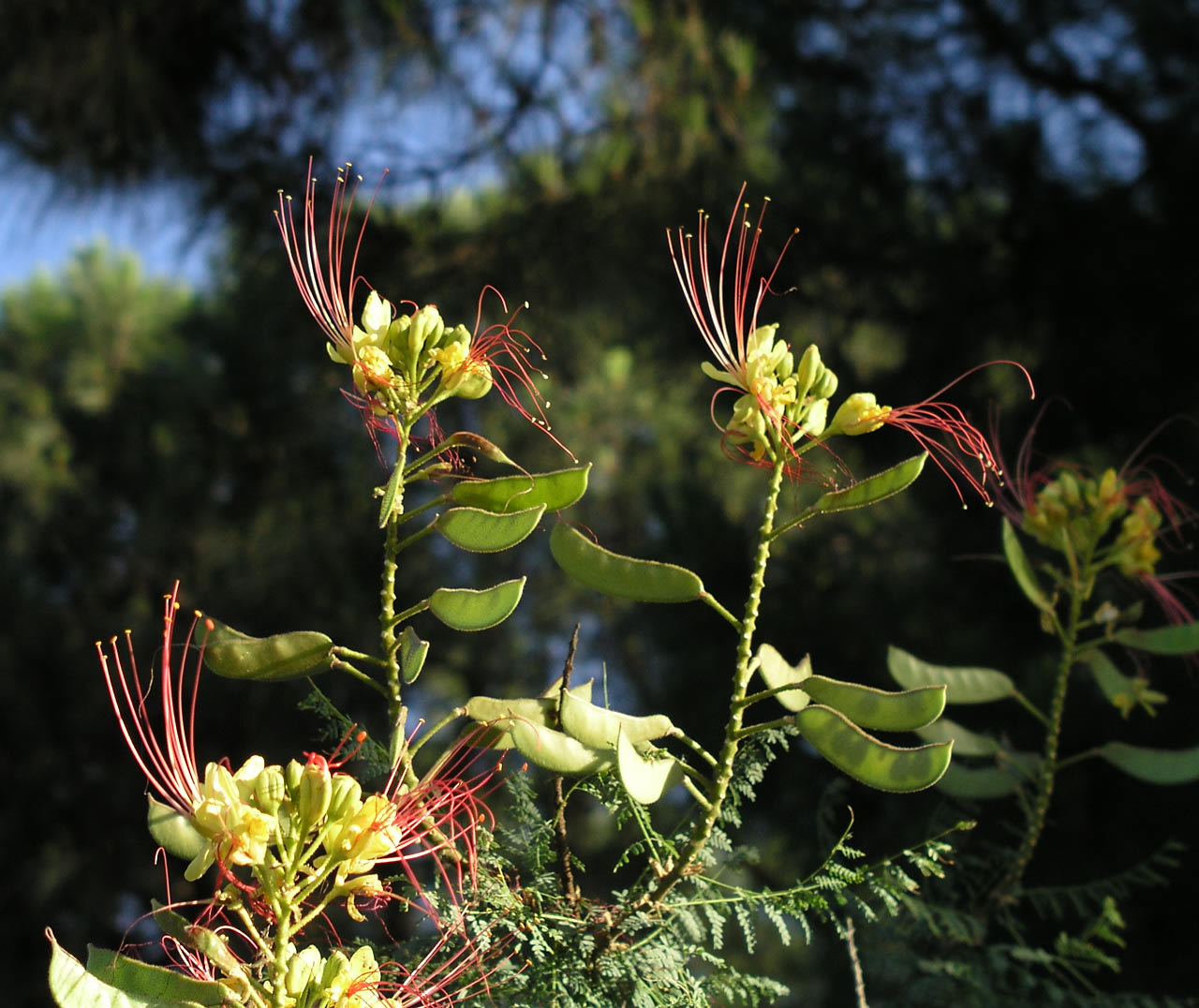
Sapan Gilliesův (Caesalpinia gilliesii)

Sapan (Caesalpinia) je rod rostlin řazený do čeledi bobovité (Fabaceae). Jsou to stromy, keře i liány se složenými listy a často s nápadnými květenstvími, pro která jsou některé druhy pěstovány v tropech, subtropech a sklenících jako okrasné rostliny. Některé druhy mají velmi tvrdé dřevo podobné ebenu, z jiných je získáváno barvivo či pryskyřice nebo jsou používány v medicíně.

## Popis
Sapany jsou keře, stromy i liány se střídavými složenými listy. Většina druhů má ostny nebo zahnuté, hákovité, ostré trny. Brazilský druh Caesalpinia echinata dorůstá výšek až 35 metrů a průměru kmene až 1 metr. Listy sapanů jsou dvojnásobně lichozpeřené, složené z velkých až malých, vstřícných nebo řidčeji střídavých, tenkých nebo kožovitých lístků. Palisty jsou jednoduché nebo zpeřené. Květy bývají žluté, oranžové až purpurově červené, středně velké až velké, dvoustranně souměrné, oboupohlavné, v úžlabních nebo vrcholových hroznech či latách. Na květech jsou nápadné dlouze vyčnívající tyčinky. Kalich je krátce zvonkovitý, zakončený 5 laloky delšími než kališní trubka. Koruna je složena z 5 lístků, které mohou být podobného tvaru a velikosti nebo se horní korunní lístek nezřídka odlišuje tvarem, barvou i velikostí od ostatních. Tyčinek je 10 ve dvou kruzích, s dlouhými, ztlustlými, červenými nebo žlutými nitkami. Semeník je přisedlý nebo krátce stopkatý a obsahuje 1 až 7 vajíček. Plody jsou dosti různorodé, ploché nebo zbytnělé, pukavé či nepukavé, kožovité nebo dřevnaté, často na povrchu pokryté ostny, chlupaté nebo žláznaté. Zpravidla obsahují 1 až 8 semen. Lusky některých druhů mohou být i okřídlené.

## Rozšíření
Sapany mají pantropické rozšíření s přesahy do subtropů. Počet druhů je uváděn nejčastěji okolo 100 (), některé zdroje uvádějí až 200 druhů.(). Nejvíce druhů se vyskytuje v Americe a Asii. Sapany rostou zejména v sušších písčitých vrchovinách, skalnatých oblastech a také na břehu moře.

## Ohrožené druhy
Sapan Caesalpinia kavaiensis se vyskytuje na Havajských ostrovech Oahu, Hualālai a Lanai. Je známo pouze asi 60 exemplářů tohoto druhu a v Červeném seznamu ohrožených druhů IUCN je veden jako kriticky ohrožený. V kategorii ohrožené druhy je sapan Caesalpinia echinata z Brazílie a Caesalpinia phyllanthoides z Texasu a severního Mexika.

## Taxonomie
Rod sapan byl v minulosti řazen do obsáhlé čeledi sapanovité (Caesalpiniaceae), které dal také jméno. V současné molekulární systematice je celá tato čeleď součástí čeledi bobovité (Fabaceae).

## Prehistorie
Rod sapan má dosti starou historii. Fosílie sapanů jsou známy z třetihor z období eocénu a miocénu. Vymřelý druh C. claibornensis, řazený do podrodu Mezoneuron, se ve třetihorách vyskytoval v Severní Americe, zatímco současní zástupci tohoto podrodu se vyskytují pouze v tropech Starého světa.

## Ekologické interakce
Kulatá semena sapanu Caesalpinia bonduc jsou velmi tvrdá, hladká a plavou na hladině. Díky tomu se tento druh rozšířil vlivem mořských proudů po tropických pobřežích celého světa.

## Obsahové látky
Z děloh sapanu C. bonduc byl izolován bonducin, amorfní bílý glykosid hořké chuti. Je používán jako náhražka chininu. Červené barvivo získávané ze sapanu C. echinata je známo jako brazilin. V zásaditém prostředí je purpurové, v kyselém žlutavé. Jeho struktura byla zjištěna kolem roku 1930 a v roce 1963 byl syntetizován.

Barvivo brazilin ze sapanu Caesalpinia echinata

## Zajímavosti
Sapan Caesalpinia echinata je národní strom Brazílie. Brazílie také vděčí sapanům za svůj název: sapan byl nazýván pau brasil, doslova přeloženo „dřevo barvy žhavých uhlíků“, portugalsky brasa. Původně byl francouzským názvem brésil označován asijský sapan C. sappan, zdroj svého času ceněného a obchodovaného červeného barviva. Když Portugalci v roce 1500 poprvé přistáli v Brazílii, nalezli zde lesy s dominantním sapanem C. echinata, jehož dřevo se ukázalo jako nejlepší komerční zdroj ceněného barviva. Monopol Portugalské Koruny na těžbu a obchod s tímto dřevem trval až do poloviny 19. století a soukromá těžba tohoto druhu byla zakázána.

## Zástupci
- sapan Gilliesův (Caesalpinia gilliesii)
- sapan nádherný (Caesalpinia pulcherrima)[8]

## Význam

### Okrasné rostliny
Některé druhy sapanů s nápadnými květenstvími jsou v tropických a subtropických oblastech pěstovány jako okrasné dřeviny. Nejčastěji se pěstuje sapan Gilliesův a sapan nádherný, pocházející z tropické Ameriky. Pěstuje se také žlutokvětá forma sapanu nádherného, známá jako 'Aurea'. V pouličních stromořadích se v tropech pěstuje C. peltophoroides, rychle rostoucí středně velký strom s hustou korunou a bohatými květenstvími žlutých květů. Z dalších druhů se pěstují např. C. cacalaco, C. cassioides, C. echinata, C. punctata, C. violacea a C. yucatanensis. S některými druhy (sapan nádherný, sapan Gilliesův, C. mexicana) se lze setkat ve sklenících našich botanických zahrad.

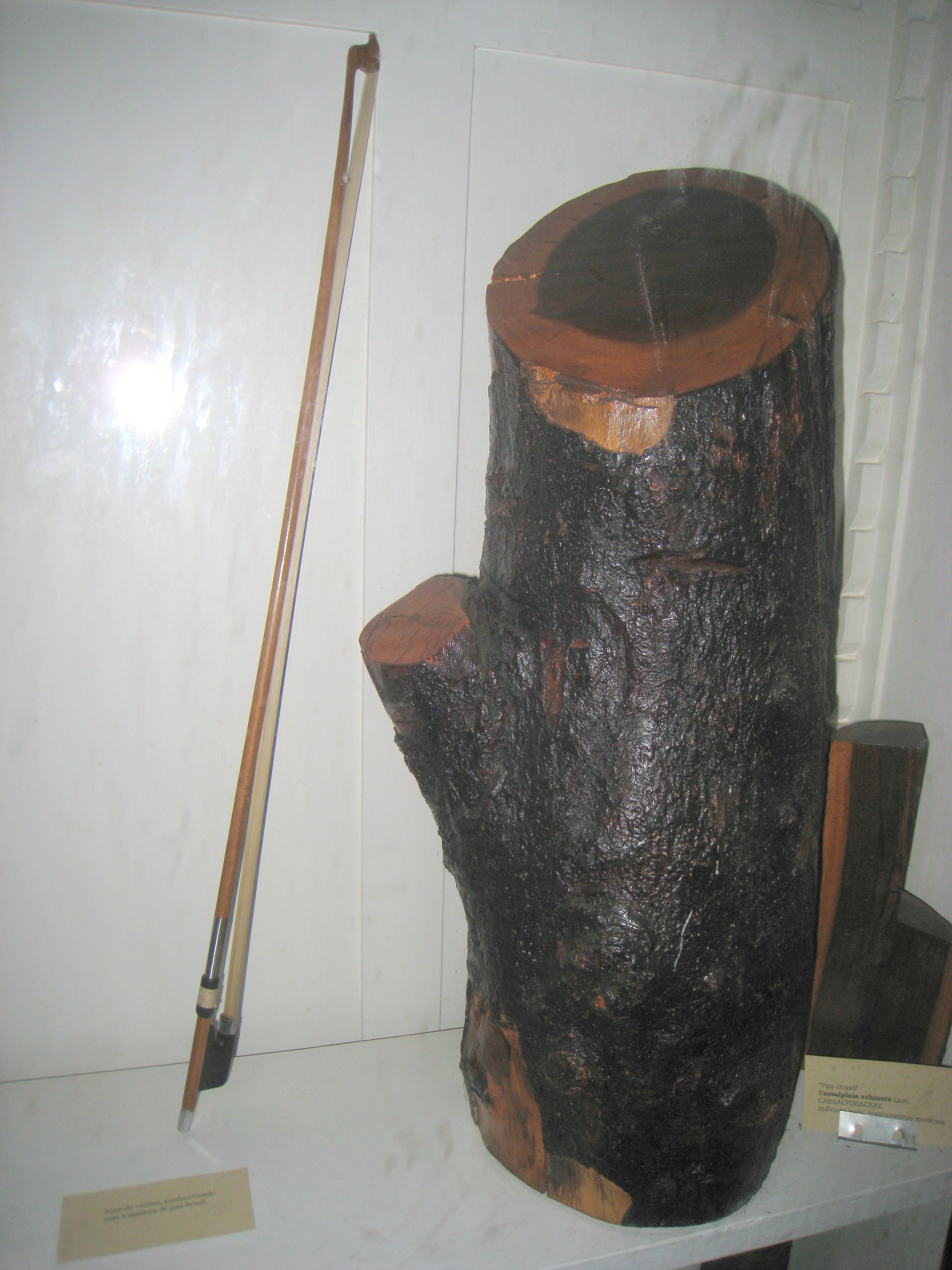
Dřevo sapanu Caesalpinia echinata - pernambouc

### Dřevo
Dřevo sapanů bývá velmi tvrdé a pevné a nezřídka má tmavě červenou barvu. Jádrové dřevo stromovitého sapanu Caesalpinia coriacea z tropické Ameriky je možno vyleštit do vysokého lesku. Podobně tvrdé dřevo hnědočerné barvy má i druh Caesalpinia granadillo, rostoucí v Kolumbii a Venezuele. Červené jádrové dřevo mají např. americké druhy C. echinata a C. violacea (syn. C. brasiliensis). Dřevo C. violacea je obchodováno jako Brazilwood, dřevo C. crista je známo jako fernambuco nebo pernambuco. Dřevo nepříliš vzrůstného asijského sapanu C. sappan je ceněno na výrobu houslových smyčců. Dřevo brazilského sapanu Caesalpinia echinata je obchodováno pod jménem pernambouc nebo brazilwood. Jádrové dřevo je zpočátku žluté až oranžové, později tmavne na tmavě červenou barvu. V Brazílii se těží i dřevo sapanu C. ferrea, známé jako brazilské železné dřevo a obchodované pod názvem pau ferro. Je tmavě červenohnědé a velmi tvrdé a těžké, pomalu schne a obtížně se opracovává. Je používáno zejména na díly hudebních nástrojů a těžké vnější konstrukce.

### Barviva aj. produkty
Lusky některých sapanů jsou velmi bohaté na třísloviny, kterých mohou obsahovat až 50%. Nejvíce jsou využívány Caesalpinia coriaria a C. brevifolia z tropické Ameriky a C. digyna z Indie. Ze dřeva asijského druhu C. sappan bylo získáváno ve své době velmi ceněné červené barvivo. Po objevu Brazílie se podobné barvivo začalo získávat z druhu C. echinata. Původně bylo používáno zejména k barvení textilií a výrobě laků, později k barvení buněčných jader v biologických preparátech a jako indikátor při titracích. K barvení byly v tropické Americe používány také plody C. coriacea. Z lusků C. brevifolia a C. tinctoria je získávána kyselina gallová, která má využití v medicíně a při výrobě barviv, inkoustů a pyrogallolu. Olej ze semen C. bonduc je využíván v kosmetice. Z kmenů C. praecox, rostoucího v Argentině a Chile, vytéká zlatožlutý exudát, který je zcela rozpustný ve vodě a slouží jako náhrada arabské gumy.

### Medicínské využití
Některé druhy sapanů mají medicínské využití. Jsou využívány zejména v lidové medicíně na snižování horečky a jako celkové tonikum. Zvyšují prokrvení dělohy a pánve a jsou používány při uměle vyvolaných potratech. V tradiční indické medicíně jsou používány druhy sapan nádherný, Caesalpinia bonduc, C. coriaria, C. digyna a C. sappan. Mají zejména antipyretické účinky, některé druhy se také používají mj. při průjmech a proti parazitům. Sapan nádherný je užíván i v Africe a Latinské Americe.

### Ozdobné předměty
Kulatá semena pantropicky rozšířeného druhu Caesalpinia bonduc jsou používána k výrobě talismanů, korálků, ozdobných předmětů a podobně.